# Жаростійкий чавун
Жаростійкий чавун — різновид чавуну, що відзначається жаростійкістю. Характеризується стійкістю
проти інтенсивного окиснення і росту (необоротного збільшення розмірів і об'єму) в різних газових середовищах при підвищених
температурах.

## Одержання
До основних легуючих елементів, що утворюють на поверхні жаростійкого чавуну захисні окисні плівки, належать алюміній,
хром і кремній. Стійкість до росту чавуну підвищують, не допускаючи внутрішнього окиснення, графітизації й фазових
перетворень у температурній зоні експлуатації.
Відпрацьовано технологію одержання жаростійкого чавуну, легованого хромом, з розплаву електросталеплавильного шлаку.

## Застосування
З жаростійкого чавуну виготовляють деталі пічного устаткування, корпуси пальників та інше.